# Étienne Rebeillard
Étienne Rebeillard, né 19 juin 1860 à Epiry (Nièvre) et mort le 16 avril 1942 à Viarmes (Seine-et-Oise), est un homme politique radical-socialiste français.
Durant sa carrière, il est successivement président du Conseil général de la Seine (1931-1932) et vice-président du Conseil municipal de Paris tout en représentant le quartier de Bonne-Nouvelle (2ème arrondissement de Paris) durant 48 ans (1896-1900 puis 1904-1935).

## Biographie
Né en 1860, Étienne Rebeillard effectue son service militaire avant de devenir apprenti chez un joaillier-sertisseur. Dans le même temps, il s'intéresse aux problèmes sociaux et développe un intérêt pour les questions de philanthropie et de solidarité sociale. Avec des amis à lui, il fonde dans le 2e arrondissement de Paris une myriade d'association d'assistance: dispensaires gratuit pour les enfants, crèches, patronage laïque, bibliothèque populaire, Association des anciens élèves des Ecoles communales, Société de tir et de gymnastique, etc.

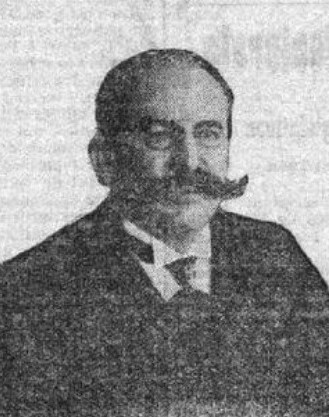
Étienne Rebeillard en 1910.

Adhérent au Comité radical socialiste, il en devient le président de 1886 à 1896. Durant cette période, il aide à l'élection de Gustave Mesureur ou encore de Émile Brelay. 
Le 1er mai 1896, il est élu Conseiller municipal du quartier de Bonne-Nouvelle (2ème arrondissement) puis devient successivement secrétaire du Conseil municipal et du Conseil général, puis vice-président.
Très actif dans les débats, il occupe le postes de rapporteur général du compte du budget de 1904 à 1910, devient membre du « Conseil de surveillance de l'Assistance publique», vice-président du « Comité consultatif des Écoles primaires supérieures de la Ville de Paris » (Ministère de l'Instruction publique), président de la Quatrième commission du Conseil municipal (Enseignement et Beaux-Arts), membre du Comité de perfectionnement des Arts et Métiers, membre du Conseil académique (Sorbonne), etc.
En 1910, il se présente comme candidat radical-socialiste de nouveau dans le quartier de Bonne-Nouvelle.
Le 24 juin 1931, il est élu président du conseil général de la Seine. Il occupera ce poste jusqu'au 27 juin 1932, à l'élection de son successeur Henri Bequet.

## Sources
1. ↑  Tables des décès à Viarmes (1933-1942), vue 24/26.
2. 1 2  « M. Etienne Rebeillard », L'Aurore,‎ 19 avril 1910, page 1 (lire en ligne)
3. ↑  « L'Est Républicain », sur kiosque.limedia.fr (consulté le 3 juillet 2025)
4. ↑  « Le Lorrain », sur kiosque.limedia.fr (consulté le 3 juillet 2025)